# Klaus Goldhammer
Klaus Goldhammer (* 2. November 1967) ist ein deutscher Medienwissenschaftler und Unternehmensberater.

## Leben
Klaus Goldhammer studierte an der Freien Universität Berlin und der University of Westminster in London Publizistik- und Kommunikationswissenschaften sowie Betriebswirtschaftslehre. Parallel arbeitete er als Journalist vor allem zum Thema Medienmärkte. 1998 gründete er die Goldmedia GmbH mit den Standorten Berlin und München. Das Unternehmen verkauft Beratungs- und Forschungsdienstleistungen in den Sektoren Medien, Entertainment und Telekommunikation. Dies umfasst unter anderem auch statistische Daten und Kennzahlen der Kultur- und Kreativwirtschaft in Deutschland, welche in Form des Standortmonitors, einer digitalen interaktiven Datenbank auf Basis offizieller Quellen wie dem Statistischen Bundesamt (DESTATIS), den statistischen Landesämtern und der Bundesagentur für Arbeit aggregiert werden. 
Seit Februar 2011 ist er als Honorarprofessor an der Freien Universität Berlin tätig. Von 2004 bis 2007 lehrte er dort bereits als Vakanzprofessor das Fach Medienökonomie und Massenkommunikation am Institut für Publizistik- und Kommunikationswissenschaften. Außerdem hatte er bis 2005 an der Rheinischen Fachhochschule Köln eine Professur für Medienwirtschaft inne.
Von 1997 bis 1999 war er Managing Editor des European Communication Councils (ECC), einer unabhängigen Gruppe europäischer und amerikanischer Kommunikationswissenschaftler und schrieb als solcher u. a. maßgeblich an dem Buch „Die Internet-Ökonomie. Strategien für die digitale Wirtschaft“ mit. 
Seit 1990 veröffentlicht Goldhammer Artikel zum Thema Medien und Medienökonomie und arbeitet auch als Redner.

## Veröffentlichungen (Auswahl)
- Formatradio in Deutschland. Berlin 1995
- Hörfunk und Werbung. Berlin 1998
- Die Internet-Ökonomie. Strategien für die digitale Wirtschaft. Berlin 1998
- Rundfunk online. Radio und Fernsehen im Internet. Berlin 1999
- Neue Formate für lokales Fernsehen in Sachsen. Berlin 2005
- Call-Media – Mehrwertdienste in TV und Hörfunk. Berlin 2005
- Produzentenstudie 2012 : Daten zur Film- und Fernsehwirtschaft. Berlin 2013
- Social TV Aktuelle Nutzung, Prognosen, Konsequenzen. Leipzig 2015